# Christus am Ölberge
Christus am Ölberge opus 85 er et oratorium for tre solostemmer, kor og orkester af Ludwig van Beethoven fra (1803). Oratoriet viser Jesu følelsesmæssige uro i haven Getsemane på Oliebjerget inden hans korsfæstelse.
| Musik | Spire Denne musikartikel er en spire som bør udbygges. Du er velkommen til at hjælpe Wikipedia ved at udvide den. |